# Kandahar
Kandahar (anche nota come Kandahār o Qandahār, in pashtu کندهار, in persiano e urdu قندهار) è la seconda città dell'Afghanistan ed è capoluogo dell'omonima provincia, secondo la storiografia prevalente da identificare con Alessandria Arachosia.
Si trova a un'altezza di 1000 m s.l.m. tra i fiumi Arghandab e Surkhab, nella zona climatica più calda e meridionale (garmsīr) del paese. La sua posizione strategica su una rotta che conduce a Quetta e all'India nordoccidentale l'ha sempre resa un importante crocevia in tutta la storia documentata.

## Origine del nome
La città è stata fondata da Alessandro Magno nel 330 a.C., che la chiamò Alessandria in Arachosia, che fu il nome registrato per questa città fino alla conquista islamica. 
Si suggerisce che il nome Kandahar si sia evoluto da Iskandar, pronunciato come Scandar, nella versione dialettale locale del nome Alessandro. 
Il cambiamento del nome da Scandar a Candar è menzionato dallo storico portoghese del XVI secolo João de Barros nella sua opera più famosa, Décadas da Ásia.
(João de Barros.)
Il nome attuale è stato utilizzato fin dal periodo musulmano e compare per la prima volta come al-Qandahār nelle opere del cronista al-Balādhurī. Il conquistatore musulmano ʿAbbād bin Ziād ribattezzò la città con il suo nome ʿAbbādiya, ma questa forma scomparve rapidamente. Altri nomi della città erano Dawlatābād (durante la dominazione mongola) e Ḥosaynābād (nel XVIII secolo). Inspiegabilmente, Kandahar non è menzionata nell'XI e XII secolo. Così, i Ghaznavidi, che governarono la regione, non menzionano la città.
Possibili origini della parola Kandahar sono l'antico regno afghano di Gandhara o il nome di una città indo-greca, Gondophareia, che sarebbe il nome dato dal sovrano Gondofare alle città rifondata. È anche possibile che derivi dalla città di Condigramma, citata da Plinio il Vecchio nella sua Naturalis historia. L'area intorno a Kandahar apparteneva anche al distretto di Gandutava dell'antica provincia persiana di Arachosia.

## Storia

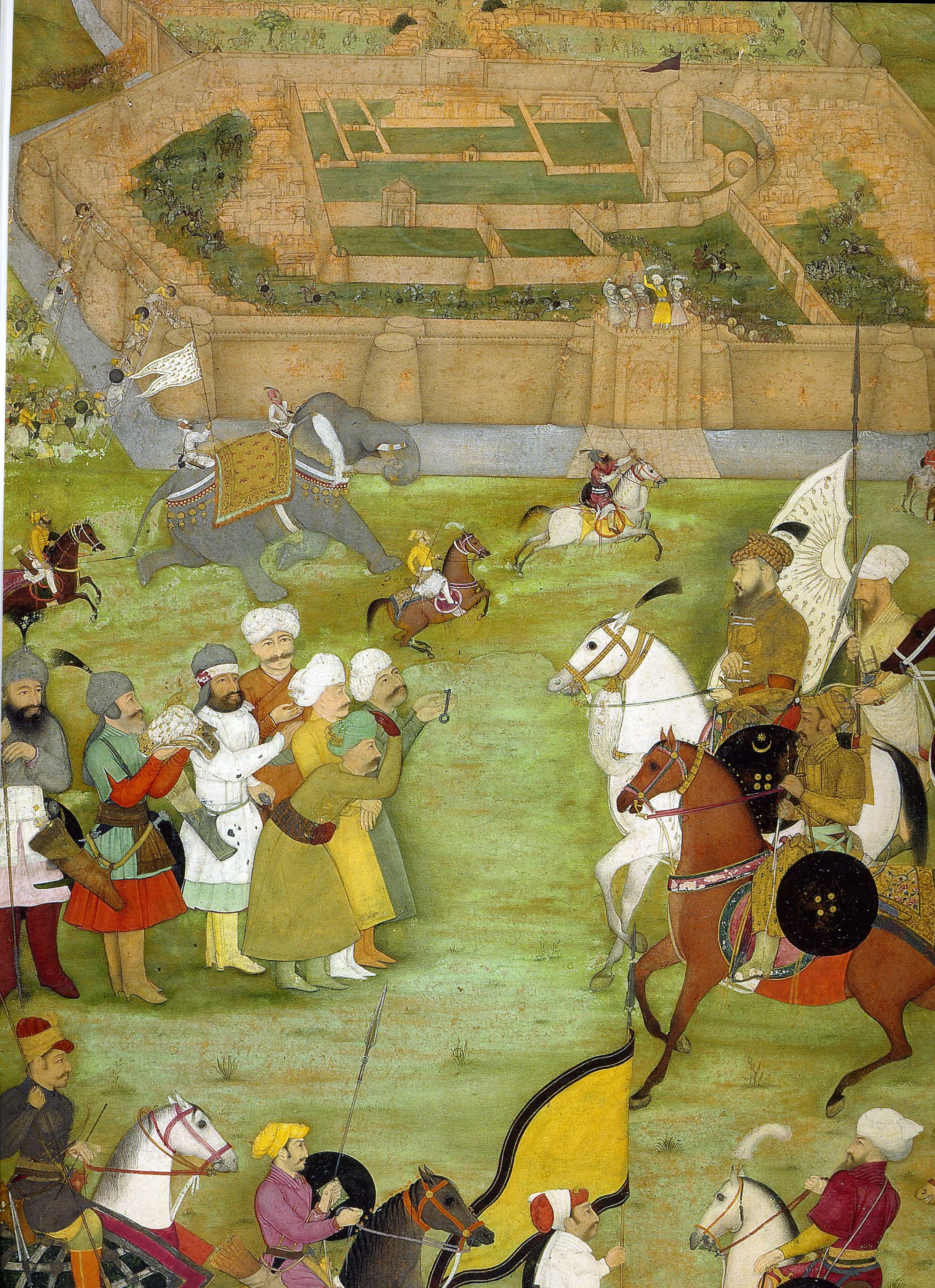
La resa di Kandahar, miniatura moghul tratta dal Padshahnama, 1640 circa, Museo Guimet

Kandahar nel 1880 circa, foto di Benjamin Simpson

Le primissime attestazioni di Kandahar risalgono ai tempi dell'età della pietra, quando gli abitanti dei limitrofi insediamenti di Mundigak e di Deh Morasi Ghundai (IV–II millennio a.C.) commerciavano con l'India nordoccidentale, con l'Iran orientale e con le steppe eurasiatiche. È possibile che in epoca achemenide la regione di Kandahar coincidesse con la satrapia di Aracosia (Harahuvat). In epoca ellenistica quest'area era nota per i suoi vigneti, fatto menzionato anche dallo storico indiano Cāṇakya. Tuttavia, pare che il periodo greco sia durato appena 25 anni, dal 330 al 305 a.C., poiché nel trattato tra Seleuco I e Chandragupta il confine tra i Seleucidi e i Maurya fu fissato a ovest di Kandahar, sul fiume Helmand.
Ai tempi dell'imperatore Aśoka risale una serie di iscrizioni rupestri in aramaico e in greco, il ché attesta che nella regione queste due lingue erano ancora usate in ambito amministrativo, a differenza della lingua iranica del luogo che probabilmente era impiegata solo oralmente. In quel periodo si diffuse anche il Buddismo e ciò è testimoniato da un monastero con il suo stupa presenti a Kandahar, datati provvisoriamente da Gérard Fussman al IV secolo d.C.
Le informazioni su Kandahar sotto l'Impero Kusana sono scarse. Gli Omayyadi tenterono invano di occupare l'area, che la chiamarono al-Rukhkhaj, un toponimo ricorrente nel sito islamico di Tepe Arukh (o Zamindawar, o anche Bilād al-Dāwar), importante centro della dinastia degli Zunbīli, discendenti del ramo meridionale degli Eftaliti (o Unni bianchi).
I Saffaridi furono i primi musulmani a sottomettere definitivamente Kandahar. L'antica città islamica di Kandahar, nei cui resti si può chiaramente distinguere la classica divisione islamica orientale di una cittadella (qalʿa, kuhandiz), una città vera e propria entro le mura (madīna, shahristān) e sobborghi (rabad, bārūn), probabilmente si sviluppò con i Ghaznavidi e con i Ghuridi.
Nel 1280 Kandahar venne conquistata da Shams al-Din Muhammad Kurt I, sovrano vassallo di Herat alle dipendenze dell'ilkhanide Abaqa, poi nel 1383 Tamerlano la assegnò a suo nipote Pir Muhammad (figlio di Jahangir) e nel 1418 passò a Soyurghatmish Mirza, figlio di Shah Rukh. Sotto il regno di Husayn Bayqara il governatore Dhu'l-Nun Beg Arghun degli Arghunidi accorpò ai suoi domini la regione di Kandahar e quella del Sistan.
Dopo la morte di Babur, Kandahar venne ripetutamente contesa tra i Moghul e i Safavidi. Ebbero la meglio questi ultimi con ʿAbbās II e vi regnarono sino al 1709, quando la tribù afghana dei ghilji si ribellò ai persiani. Fu solo con Nadir Shah che i Safavidi riottennero il controllo su Kanadahar con il sostegno degli abdali di Herat. In questo contesto la città fortificata (chiamata allora Ḥusayniyābād) venne distrutta e a sudest venne costruito un nuovo accampamento che portava il nome di Nādiriābād.
Dopo la morte di Nadir Shah avvenuta nel 1747 Kandahar divenne capitale dell'Impero Durrani, con Ahmad Shah Durrani che venne qui sepolto e che in su onore venne eretto un mausoleo. La capitale venne poi spostata nel 1826 a Kabul. Nell'Ottocento la città divenne teatro di scontro tra i durrani e i britannici durante la prima e la seconda guerra anglo-afghana.
Negli anni sessanta Kandahar aveva una popolazione stimata di circa 120.000 abitanti. In questo periodo venne costruito un aeroporto internazionale a servizio della città, oltre che a strade asfaltate per Kabul e Herat.
Kandahar resta oggi il principale centro del sud del paese, e il capoluogo culturale dell'etnia Pashtun. Qui nel 1947 nacque l’organizzazione Wēsh Zalmyān ("Gioventù risvegliata"), impegnata nella diffusione del nazionalismo pashtun. Rimasta più conservatrice rispetto a Kabul, Kandahar fu teatro di scontri anti-governativi nel 1959, scatenati da proteste fiscali ma anche dalla disapprovazione conservatrice in merito all'abolizione del velo islamico per le donne. In questa regione tra l'altro ha le sue radici il movimento dei Talebani.

## Kandahar nelle arti
La città è citata nel film Viaggio a Kandahar (2001) del regista iraniano Mohsen Makhmalbaf.